# UL (certifikační organizace)
Společnost UL LLC (dříve Underwriters Laboratories, Inc.) je nezávislá certifikační organizace zabývající se zkoušenim a certifikací bezpečnosti produktů a služeb.
LLC, Limited Liability Company, je právní forma společnosti v USA, které v Česku odpovídá s.r.o., společnost s ručením omezeným. Existují však rozdíly mezi LLC a s.r.o., např. v oblasti dvojího zdanění.
Společnost UL má více než 100 let zkušeností s certifikací produktů podle bezpečnostních předpisů. Společnost UL hodnotí a testuje více než 19.000 druhů produktů, komponent, materiálů a systémů a každý rok se logo a certifikační štítky UL objeví na 72.000 produktech. Společnost UL má na celém světě 64 laboratoří a zkušebních center, která slouží zákazníkům z 98 zemí celého světa.
Certificate of Compliance, certifikát shody, vydává společnost UL žadateli, který pak certifikátem prokazuje shodu s příslušnými normami UL. Tyto normy lze rozdělit do následujících skupin:
- Sustainability Standards, normy pro udržitelný rozvoj, např. pro mobilní telefony;
- Standards for Electrical and Electronic Products, normy pro elektrotechnické a elektronické výrobky, např. desky s plošnými spoji, audio/video;
- Life Safety Standards, normy proti ohrožení života, např. detektory kouře, ohně;
- Standards for Building Products, normy pro stavebnictví, např. protipožární dveře, zkoušení střešních konstrukcí proti šíření požáru;
- Standards for Industrial Control Equipment, normy pro průmyslová kontrolní zařízení, např. průmyslová kontrolní zařízení a panely;
- Standards for Plastic Materials; normy pro plastové materiály, např.testy hořlavosti plastových materiálů a dílů, materiálů pro výrobu desek s plošnými spoji;
- Standards for Wire and Cable, normy pro vodiče a kabely;
- Standards for Canada developed by ULC Standards, a member of the UL family of companies, normy pro Kanadu;
- Other, další normy, např. pro ploché fotovoltaické moduly, distribuované zdroje energie.

Logo značky pro uznanou součástku

Recognized Component Marks, značky pro uznané součástky jsou typem značky kvality, které vydává UL. Značka je umístěna na součástce, která je učena do UL listed produkt. Štítek na součástce nemůže obsahovat úplné logo UL. Na desce desce s plošnými spoji, která bude zabudována do výrobku s certifikátem UL-LISTED, může být umístěn štítek, který obsahuje značku pro uznanou součástku. 

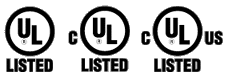
Značka vyjadřující, že příslušný výrobek je uveden v SEZNAMU UL.

UL Listing mark, značka vyjadřující, že příslušný výrobek je na seznamu UL, tj. že splňuje bezpečnostní požadavky příslušných UL norem.
UL Classification mark, značka vyjadřující, že výrobek je klasifikován podle příslušného harmonizovaného systému klasifikace a označování/štítkování, tj.podle příslušného výrobku a předpokládaného prostředí používání.
UL Online Certification Directory lze mj. použít k „nahlédnutí“ do podrobností certifikátu, jehož UL File Number uvádí příslušný výrobce, např. Firma XYZ, uvádí, že certifikát je registrován pod souborem E 123456. V podrobnějším UL certifikátu pak online najdeme, že příslušný výrobek byl testován podle normy
UL 94 Tests for Flammability of Plastic Materials for Parts in Devices and Appliances